# Gauliga Elsaß
La Gauliga Elsaß era la principale manifestazione calcistica nell'Alsazia, la regione della Francia annessa alla Germania durante la seconda guerra mondiale. Poco dopo l'occupazione il governo nazista riorganizzò la regione includendola nel Gau Baden.

## Storia
La lega fu creata nel 1940, dopo il Secondo armistizio di Compiègne e la conseguente annessione dell'Alsazia al territorio tedesco. Nella prima edizione venne giocata da 16 club divisi in due gironi da otto; le due squadre prime classificate si sfidavano in una doppia finale, il cui vincitore guadagnava l'accesso al campionato tedesco.
Nel 1941-42 il campionato venne ridotto ad un girone unico a dodici squadre e con quattro retrocessioni. La stagione seguente le squadre erano dieci con due posti per retrocedere, regolamento che rimase anche per il 1943-44.
A fine 1944 l'Alsazia si trovò pesantemente coinvolta nel conflitto bellico e quindi non è chiaro se la stagione 1944-45 abbia o meno preso inizio, sicuramente non è stata completata. Era prevista ad ogni modo una struttura su due gruppi, con cinque squadre a nord e sei a sud.

## Membri fondatori della lega
- Gruppo 1:
- Rasen SC Straßburg
- SC Schiltigheim
- SG SS Straßburg
- FC Hagenau
- FK Mars Bischheim
- SV 06 Schlettstadt
- SV Straßburg
- FC Bischweiler
- Gruppo 2:
- FC Mülhausen 93
- SpVgg Kolmar
- FC Wittenheim
- FC Kolmar
- ASV Mülhausen
- SpVgg Dornach
- SV Wittelsheim
- FC St. Ludwig

## Vincitori e piazzati della Gauliga Elsaß
Di seguito vengono riportati il vincitore e il piazzato del campionato:
| Stagione | Vincitore       | Secondo posto   |
| 1940-41  | Mulhouse        | Strasburgo      |
| 1941-42  | SG SS Straßburg | Strasburgo      |
| 1942-43  | Mulhouse        | Strasburgo      |
| 1943-44  | Mulhouse        | SG SS Straßburg |